# Saliunca aenescens
Saliunca aenescens es una especie de mariposa de la familia Zygaenidae.
Fue descrita científicamente por Hampson en 1919.